# Devo raccontare
Devo raccontare (Turiu papasakoti) è un libro di testimonianza sulla Shoah, ottenuto dalla raccolta degli scritti di Masha Rolnikaite, tra il 1941 ed il 1945 sotto forma di diario.

## Trama
Il racconto di Masha comincia il 22 giugno del 1941, all'epoca quattordicenne. La ragazza narra la vita della sua famiglia a Vilnius durante la seconda guerra mondiale, e come a causa dei continui bombardamenti dei tedeschi, il suo precedente modo di vivere sia stato sconvolto, infatti la quotidianità di Masha non è fatta più di studio e divertimento, bensì di un'esasperata ricerca, insieme alla famiglia di rifugi sicuri per ripararsi dalle bombe.
Prima che i tedeschi entrassero a Vilnius, Masha, la madre ed i fratelli tentarono la fuga verso est, insieme agli altri cittadini ebrei e sostenitori del regime sovietico, sperando di trovare protezione in Russia. Nel caos di quei giorni il padre di Masha, il dottor Rolnikas perse le tracce della propria famiglia, mentre la madre dopo un fallito tentativo di fuga verso Minsk, decise di tornare a Vilna con i figli.
Con l'inizio effettivo dell'occupazione tedesca della Lituania, il 24 giugno del 1941 i tedeschi entrarono in città, ove imposero le proprie regole ed ordinanze sempre più restrittive ed oppressive in particolare modo nei confronti degli ebrei, per esempio: verrà loro imposto di indossare sempre toppe di stoffa (fasce con la stella di David) da cucire sui vestiti per essere riconoscibili, proibendogli anche di camminare sui marciapiedi e di entrare nei bar.
Tutte queste misure culminarono nella costruzione del Ghetto di Vilnius: il 6 settembre del 1941 i tedeschi ne istituirono in un primo tempo due: il grande ed il piccolo ghetto, in modo da dividere gli abili al lavoro dagli inabili. Masha, sua madre ed i suoi fratelli vissero per due anni assieme nel ghetto, passando le loro giornate tormentate dall'ansia delle continue "azioni" portate a termine dalle SS a Panerai, località a sud ovest della città nella quale gli ebrei arrestati vengono fucilati.
Uno dei momenti cruciali del diario di Masha è raccontato il 24 settembre del 1943, quando i tedeschi decisero di evacuare il ghetto a seguito dell'avanzata dell'Armata Rossa, allora la narratrice venne separata dalla madre, da Reyele e Ruvele, dei quali solo a guerra finita la protagonista ne apprenderà la morte.
Masha nel frattempo venne deportata nel campo di concentramento di Riga-Kaiserwald, dal quale successivamente fu trasferita a Strasdenhof, e poi a Stutthof, nonostante tutto riuscì ad appuntare gli eventi della sua vita nel lager su pezzi di cemento, o usando mezzi di fortuna. Quello che emerge dalla sua testimonianza è una quotidianità fatta di esecuzioni sommarie, violenze continue contro i detenuti da parte dei sorveglianti, ma anche una forte solidarietà tra prigionieri. Narra come tutti loro venivano costretti, a svolgere lavori durissimi per tante ore, con il continuo terrore delle selezioni per la camera a gas.
Nel 1945, Masha e le altre deportate rinchiuse in casolare dalle SS, al termine delle marce della morte, furono liberate da alcuni soldati dell'Armata Rossa.
Il diario termina con Masha che rincontra suo padre e sua sorella maggiore Mire, ed ottiene il diploma scolastico che non ere riuscita a conseguire in precedenza a causa della deportazione. Al termine dell'opera l'autrice osserva le bozze appena stampate tratte dal suo diario, che ha deciso di far pubblicare affinché tutti possano conoscere la sua testimonianza.

## Personaggi
- Masha: acuta osservatrice e dal forte carattere, è colei che narra la propria vicenda in prima persona, prima del 1945 era una studentessa con la passione per la scrittura e la poesia. Inizialmente come tutti i suoi coetanei tiene un diario a scuola, ma successivamente decise di proseguire ad annotare le proprie osservazioni circa gli accadimenti della guerra accompagnate dalle proprie profonde riflessioni. Quando non ha a propria disposizione mezzi per scrivere riesce a fissare nel pensiero quanto accaduto, oppure a memorizzare perfettamente il contenuto dei fogli perduti nel corso degli eventi.

- Taybe Rolnikene: (madre) nel ghetto lavorava come sarta, come i suoi due figli più piccoli non sopravvisse alla Shoah.

- Hirsh Rolnikas: (padre) faceva parte del MOPR (organizzazione internazionale che sosteneva i rivoluzionari). Come avvocato a volte difese i Comunisti clandestini, combatteè contro il fascismo nella XVI divisione lituana.

- Reyele e Ruvele: sorella e fratello di Masha all'inizio dei fatti avevano rispettivamente 7 e 5 anni, morirono in un campo di concentramento.

- Mire: la sorella maggiore di Masha la quale riuscirà a fuggire dal ghetto ed a salvarsi dal genocidio grazie all'aiuto di un sacerdote, di una monaca e di un'insegnante.
- Prof. Jonaitis: maestro nella scuola di Masha, aiutò in più occasioni lei e la sua famiglia portando loro cibo, informazioni utili e conservando la prima parte del diario di Masha.

## Edizioni
- Masha Rolnikaite, Devo raccontare, traduzione di Anna Linda Callow, Collana dei Casi, Adelphi, 2005, pp 284, ISBN 88-459-2006-2.